# Dondi dall'Orologio (famiglia)

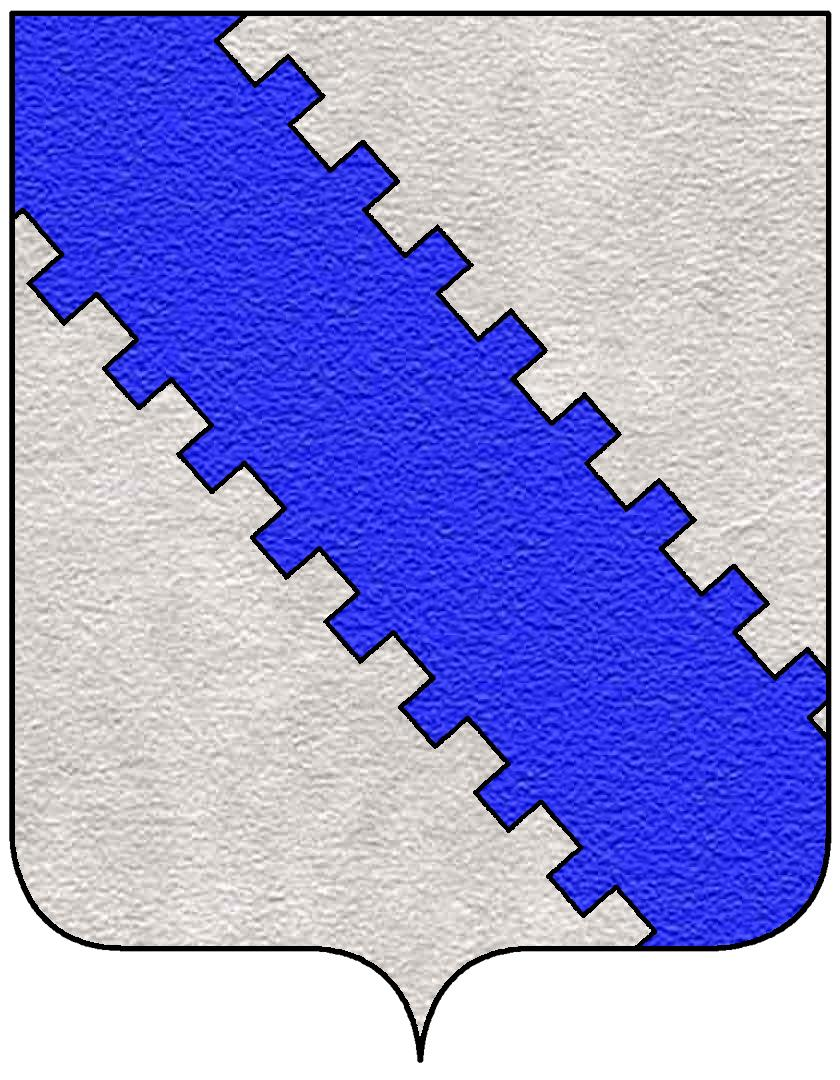
Stemma Dondi dall'Orologio

I Dondi dall'Orologio (talvolta anche Dondi dell'Orologio, Dondirologi, o semplicemente Dondi Orologio) sono una famiglia aristocratica padovana, ascritta al patriziato veneziano e annoverata fra le cosiddette Case fatte per soldo.

## Storia

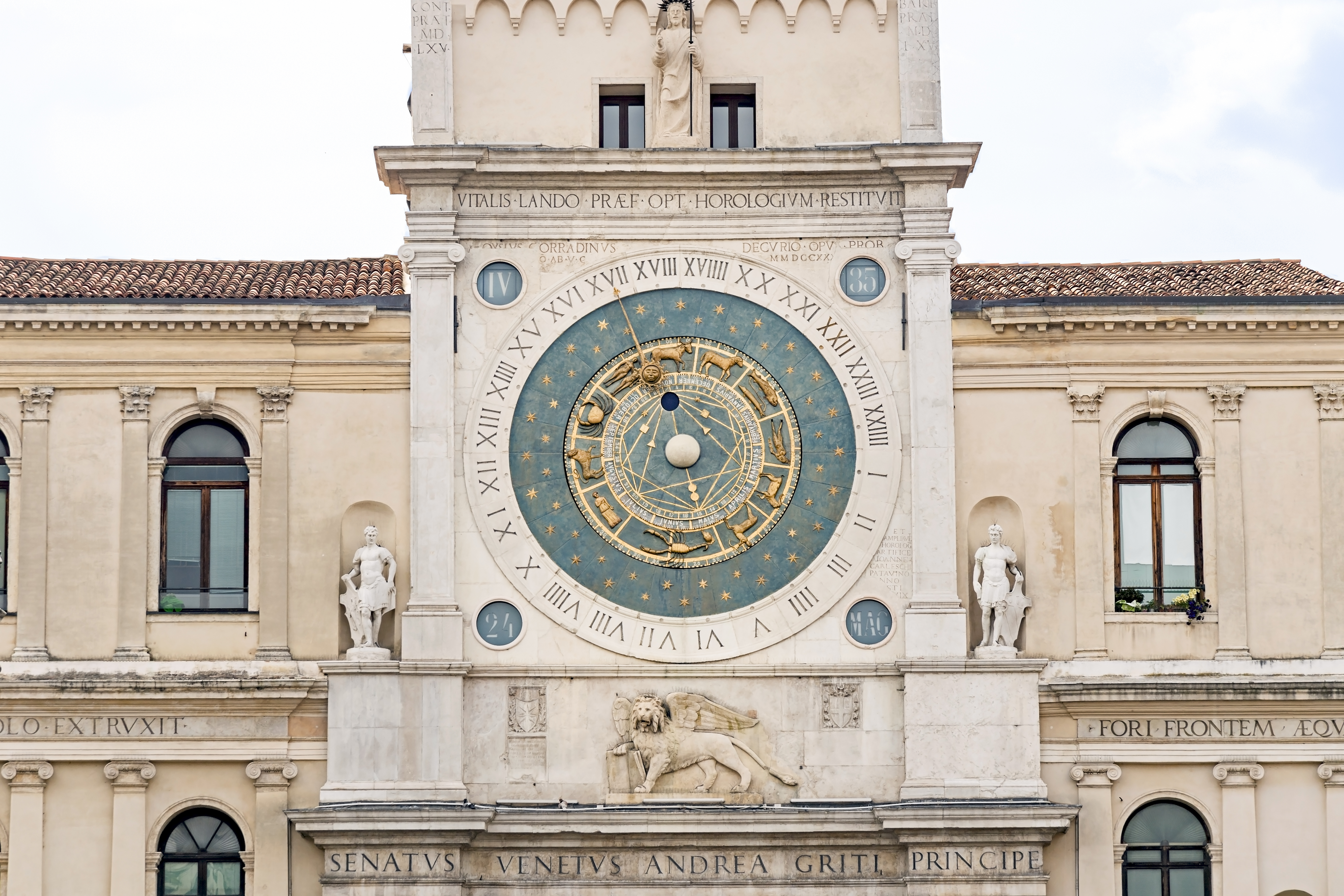
L'orologio astronomico di Padova, opera di Novello Dondi

Discordi sono le fonti riguardo all'origine di questa famiglia: alcuni ritengono che i Dondi dall'Orologio provenissero dall'antica Roma e si fossero stabiliti in una colonia romana a Parma, altri li considerano originari di Cremona. Tutte le fonti concordano nel credere che si siano stabiliti a Padova in tempi piuttosto remoti.
Il capostipite verrebbe comunque identificato nel chioggiotto Jacopo Dondi, medico, astronomo e orologiaio che, insieme al figlio Giovanni, fu l'inventore e il costruttore dall'orologio astronomico meccanico dell'omonima torre situata a Padova, e fors'anche di quello della Torre di Sant'Andrea a Chioggia (benché non ve ne siano prove certe). I loro discendenti furono per questo chiamati "Dondi dall'Orologio".
Aggregata alla nobiltà padovana, questa famiglia sostenne finanziariamente gli sforzi bellici della Repubblica di Venezia durante la guerra di Candia, combattuta contro le armate ottomane della Sublime porta per il controllo del Ducato di Candia: nel 1657 un ramo dei Dondi fu per questo accolto nei ranghi della nobiltà veneziana e ammesso al Maggior Consiglio. Un altro ramo della famiglia entrò a far parte della nobiltà padovana il 29 giugno 1626, e fu insignito del titolo marchionale dal re di Polonia Giovanni III nel 1676 (titolo poi confermato dal Governo Veneto nel 1698). Un terzo ramo, quello dei Dondi dall'Orologio Amai, fu invece aggregato al Consiglio nobile di Padova nel 1626.
Con l'avvento del dominio austriaco in Veneto, a tutti i rami del casato Dondi dall'Orologio fu riconosciuto lo status nobiliare con Sovrane Risoluzioni, datate 1º gennaio e 4 settembre 1818, 24 novembre 1820 e 1º febbraio 1821.

## Membri illustri
- Jacopo Dondi dall'Orologio (1293 - 1359), medico, astronomo e orologiaio;
- Gabriele Dondi dall'Orologio (1328 - 1383), medico e letterato, figlio primogenito di Jacopo;
- Giovanni Dondi dall'Orologio (1330 - 1388), medico, astronomo e orologiaio, figlio di Jacopo;
- Francesco Scipione Dondi dall'Orologio (1756 - 1819), ecclesiastico, vescovo di Padova dal 1807 alla sua morte.

## Luoghi e architetture
- Palazzo Dondi dall'Orologio, a Padova;
- Villa Bassi Rathgeb, già Villa Dondi dall'Orologio poi Zasio, ad Abano Terme.